# Saburō Ienaga
Saburo Ienaga (家永 三郎 Ienaga Saburō?,  3 de septiembre de 1913 - 29 de noviembre de 2002) fue un historiador, escritor y profesor japonés. 
Nacido en Nagoya, Ienaga se graduó de la Universidad de Tokio en 1937. Ejerció la docencia en la Tokyo University of Education (actual Universidad de Tsukuba) de 1949 a 1977 y en la Universidad Chuo de 1977 a 1984. 
Ienaga es conocido por una serie de demandas judiciales contra la Autorización de textos escolares (教科書検定) llevada a cabo por el Ministerio de Educación japonés. Fue nominado al Premio Nobel de la Paz de 2001 por Noam Chomsky, entre otros.

## Trasfondo de la demanda judicial
En abril de 1947 Ienaga publicó Nueva Historia de Japón (新日本史?) como un libro de historia general. Tras una petición de la librería Sanseido (三省堂?), Ienaga escribió un borrador de texto escolar de historia japonesa basado en su libro Nueva Historia de Japón.
El borrador fue rechazado por el Ministerio de Educación durante la Autorización de textos escolares de 1952. Entre los argumentos del Ministerio se mencionaba que la descripción del Incidente de Alta Traición (大逆事件?) no era apropiada y que el borrador no aclaraba el hecho de que la Guerra Ruso-Japonesa fue apoyada por el pueblo japonés. 
Ienaga volvió a presentar su trabajo para ser autorizado sin realizar antes ninguna corrección y, de algún modo, el borrador pasó la inspección del Ministerio y fue autorizado, siendo publicado como libro de texto escolar para el año lectivo de 1953 bajo el mismo título de Nueva Historia de Japón.
Tras revisar por completo la primera edición de su libro, Ienaga volvió a presentarlo para una nueva autorización en 1955. Se le informó que el libro sería autorizado con la condición de que fuesen corregidas 216 partes del borrador. Más adelante, el Ministerio de Educación le exigió dos veces la corrección de las partes sugeridas. Ienaga corrigió lo que pudo, y rehusó corregir otras partes. 
El libro revisado se publicó en 1956. Sin embargo, por culpa del cambio de los planes de estudio para la enseñanza de ciencias sociales en los colegios en 1955, Ienaga volvió a pedir autorización al Ministerio para la publicación de la tercera y cuarta edición de su libro en noviembre de 1956 y mayo de 1957. Pasaron por el mismo proceso que su edición de 1955, y fueron autorizados para ser publicados en 1959 y 1962 respectivamente.

## Primera Demanda
El 12 de junio de 1965 Ienaga entabló la primera acción legal contra el Gobierno de Japón. Reclamaba 1.000.000 de yen bajo el amparo de la Ley de resarcimiento estatal (国家賠償法), fundamentándose en el daño psicológico o daño moral que había sufrido por culpa del sistema del Gobierno, supuestamente inconstitucional, de Autorización de textos escolares. Alegaba que se había visto obligado a corregir el contenido de su borrador de libro de texto contra su voluntad, y por tanto violaba su libertad de expresión.
Ienaga afirmaba que el Sistema de Autorización de textos escolares, que estaba basado, entre otros, en los artículos 21 y 51 de la Ley de Educación Escolar (学校教育法), era injusto e inconstitucional porque:

El Sistema de Autorización contradecía el artículo 21 de la Constitución que garantiza la libertad de expresión. El escribir y publicar un libro escolar de historia es una forma de expresión que está protegida por la Constitución; sin embargo, el Sistema de Autorización de textos escolares tal y como funcionaba en 1965, practicaba el control de pensamiento, y prohibía la publicación y uso en las escuelas de textos escolares que juzgaba inapropiados de acuerdo a una ideología política particular sustentada por el Gobierno. Según Ienaga, esto caía en la categoría de censura (検閲), que está prohibida por la Sección 2, Artículo 21 de la Constitución de Japón. El artículo 21 específicamente prohíbe la censura en una sección independiente, porque es uno de los principios de la Constitución democrática de Japón garantizar a la gente las oportunidades de disfrutar libremente de los resultados de investigaciones académicas, ser expuestos a todo tipo de ideas y opiniones, y conocer la realidad socio-política y la verdad histórica a través de varios medios, tales como la prensa, radio y televisión.

El Sistema de Autorización contradecía el Artículo 10 de la Ley Fundamental de Educación (教育基本法) que declara que la educación no será sometida a un control injusto. Esto procedía de las épocas pasadas en las cuales el Sistema de Educación de pre-guerra de Japón intentó controlar el pensamiento del pueblo mediante la estandarización y uniformización de la educación. En consecuencia, Ienaga argumentaba que el contenido de la educación no debería ser estandarizado y debería estar libre de la uniformalización por parte de la autoridad política.

En total la demanda dio lugar a tres instancias:
- Primera Instancia (entablada por Ienaga el 12 de junio de 1965; sentencia emitida el 16 de julio de 1974, en la Corte del distrito de Tokio): El juez Takatsu dictaminó que el Sistema de autorización de textos no podía ser acusado de censura bajo la definición que da el artículo 21 de la Constitución, porque dicho sistema estaría amparado en la persecución del bien público de la población. Sin embargo, ordenó al Estado el pago a Ienaga de 100.000 yen en compensación por un cierto abuso en la discrecionalidad de sus decisiones.
- Segunda Instancia (recurso entablado por Ienaga el 26 de julio de 1974; sentencia emitida el 16 de marzo de 1993 en la Corte Suprema de Tokio): El juez Suzuki dio la razón al Estado en todos sus argumentos, denegando cualquier abuso en la discrecionalidad de la administración en el proceso.
- Tercera Instancia (recurso entablado por Ienaga el 20 de marzo de 1986; sentencia emitida el 16 de marzo de 1993 en la Corte Suprema): El juez Kabe confirmó la sentencia de la Corte Suprema de Tokio y denegó la apelación.

## Segunda demanda
Ienaga presentó una demanda contencioso-administrativa para reclamar al Ministerio de Educación la reversión del rechazo de su libro Nueva Historia de Japón en la autorización de libros de texto de 1966.
- Primera Instancia (entablada por Ienaga el 12 de junio de 1965; sentencia emitida el 16 de julio de 1974 en la Corte del distrito de Tokio): El juez Sugimoto sentenció que la autorización que afecta al contenido o descripción de los libros de texto está en contra del artículo 10 de la Ley Fundamental de Educación, y que la autorización entra dentro de la definición de censura, tal y como se define en la sección 2, artículo 21, de la Constitución, por lo que exigió que el estado revirtiese su decisión.
- Segunda Instancia (entablada por el Estado el 24 de julio de 1970; sentencia emitida el 20 de diciembre de 1975 en el Alto Tribunal de Tokio): El juez Azakami desestimó la apelación del Estado basándose en que la decisión de autorización no tenía consistencia.
- Tercera Instancia (entablada por el Estado el 30 de diciembre de 1975; sentencia emitida el 8 de abril de 1982 en la Corte Suprema): La Corte Suprema revirtió y reenvió la apelación al Alto Tribunal, dado que se había revisado ya el plan de estudios y se había perdido toda utilidad en la reversión de la decisión del Ministerio.
- Cuarta instancia (sentencia dictada el 27 de junio de 1989): El juez archiva el caso al haber perdido el demandante el interés en revertir el rechazo de su libro de texto.

## Tercera demanda
En su tercer litigio, Ienaga entabló un procedimiento judicial contra el gobierno de Japón para exigir una compensación por los perjuicios provocados por la decisión de 1982 de rechazar su libro de texto.
- Primera Instancia (entablada por Ienaga el 1 de enero de 1984; sentencia dictada el 3 de octubre de 1989, en la Corte del distrito de Tokio): El juez Kato dictaminó que si bien el sistema de autorización era en sí mismo constitucional, había habido un abuso de discrecionalidad por parte del Ministerio en cuanto a la censura de la descripción de soumoutai (草莽隊), y ordenó al estado compensar a Ienaga con 100.000 yen.
- Segunda Instancia (recurso presentado por el Estado el 13 de octubre de 1989; sentencia dictada el 20 de octubre de 1993, en la Corte Suprema de Tokio): El juez Kawakami sentenció que si bien el sistema de autorización era en sí mismo constitucional, había habido un cierto abuso de discrecionalidad por parte del Ministerio en cuanto a la censura inconstitucional de las descripciones sobre la Masacre de Nankín y los abusos sexuales cometidos por los militares, además de lo establecido acerca de los soumotai, ordenando al Estado a compensar a Ienaga con 300.000 yen.
- Tercera Instancia (recurso presentado por Ienaga el 25 de octubre de 1989; sentencia dictada el 29 de agosto de 1997 en la Corte Suprema): El juez Ono decidió que si bien el sistema de autorización era en sí mismo constitucional, había habido un abuso de discrecionalidad por parte del Ministerio en cuanto a la censura de las descripciones de la Unidad 731, los abusos sexuales cometidos en Nanking y la descripción de los soumoutai, ordenando al estado compensar a Ienaga con 400.000 yen.